# Kuwabara kuwabara
"Kuwabara kuwabara" (桑原桑原?) es una frase del idioma japonés para protegerse de los rayos. Es análoga a la expresión "toco madera" para prevenir la mala suerte. 
La palabra kuwabara significa "campo de moras". Según una explicación, existe una leyenda china que dice que los rayos no alcanzan a las moreras. Por el contrario, el periodista Mock Joya afirma que "el origen de kuwabara no se conoce del todo, pero no tiene nada que ver con las moreras, a pesar de que su significado sea campos de moreras".

## En la cultura popular
La frase fue utilizada en el videojuego Metal Gear Solid 3: Snake Eater por el antagonista Colonel Volgin, un personaje con la capacidad de controlar la electricidad. También se ha utilizado en series de anime como Inuyasha, Urusei Yatsura, Sekirei, Aku no Hana y Yu Yu Hakusho.
En un famoso monólogo, el personaje de Yu Yu Hakusho, Kazuma Kuwabara, comenta "Una morera es un árbol y Kuwabara es un hombre". 
La frase también se usó en otras ocasiones en medios japoneses, tales como un episodio de Mushi-Shi titulado "Lightning's End" y en el videojuego Street Fighter X Tekken por el personaje Yoshimitsu.

## En el folclore

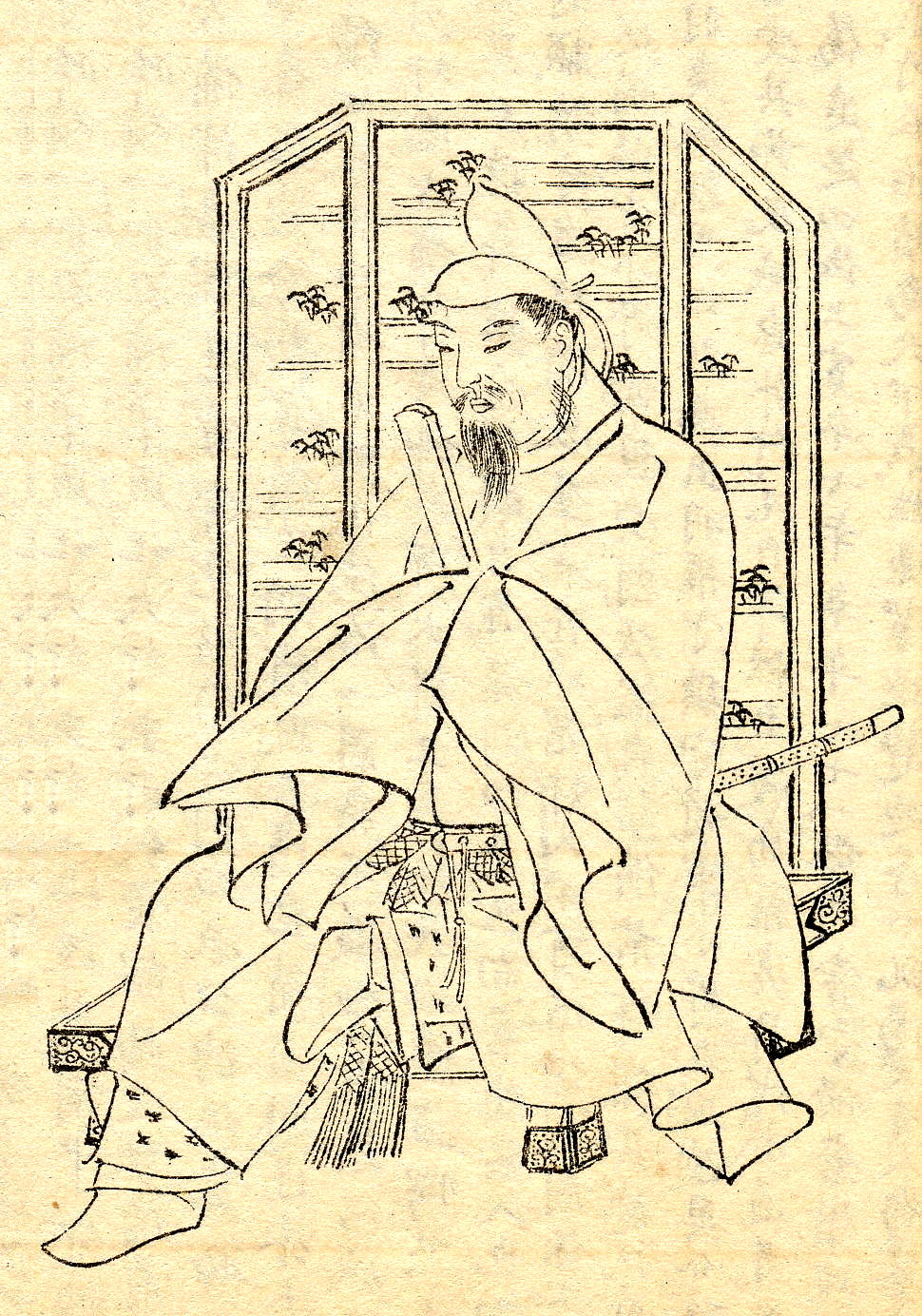
Según el folclore japonés, la frase se usa para defenderse de la ira de Sugawara no Michizane.

En el siglo IX, existió un aristócrata japonés llamado Sugawara no Michizane. Dicho poeta murió llevándose un gran rencor después de ser atrapado y exiliado a la fuerza a la isla de Kyushu, por lo que decidió descargar su feroz ira en forma de rayos al igual que un dios. 
En 930, el seiryoden del palacio fue alcanzado por un gran rayo. El maestro de onmyodo dijo que esta desgracia fue obra del espíritu vengativo de Michizane. 
Aquellos que habían atrapado a Michizane temblaron de miedo y trataron de aplacar la maldición dedicándole una oración a su fantasma vengativo, lo cual llevó a la construcción del santuario de Kitano.
La tierra que poseía Michizane se la conocía como Kuwabara, por lo que la gente consideró una buena idea reclamar que la tierra en la que estaban parados era parte de Kuwabara con el fin de que Michizane dudara en atacar a su propia gente. La gente de esa época oraban "Kuwabara, Kuwabara" cuando escuchaban el retumbar de un trueno como método para recordarle a Michizane que no los golpeara. 
Este dicho aparece a menudo en la literatura del período Heian, con elementos como "Tsureduregusa", un hechizo para ahuyentar los truenos. 
Las mismas personas que vivían en Kuwabara en ese momento confiaban en el hechizo de Kuwabara y se dice que la tierra de Kuwabara permaneció ilesa por los rayos gracias a su frase.